# Communauté de communes Pyrénées Catalanes
Die Communauté de communes Pyrénées Catalanes ist ein französischer Gemeindeverband mit der Rechtsform einer Communauté de communes im Département Pyrénées-Orientales in der Region Okzitanien. Sie wurde am 17. Dezember 1997 gegründet und umfasst 19 Gemeinden. Der Verwaltungssitz befindet sich im Ort La Llagonne.

## Historische Entwicklung
Mit Wirkung vom 1. Januar 2017 änderte der Gemeindeverband seinen Namen von bisher Communauté de communes Capcir Haut Conflent auf die aktuelle Bezeichnung.

## Mitgliedsgemeinden
| Gemeinde                                  | Einwohner 1. Januar 2022 | Fläche km² | Dichte Einw./km² | Code INSEE | Postleitzahl |
| ----------------------------------------- | ------------------------ | ---------- | ---------------- | ---------- | ------------ |
| Ayguatébia-Talau                          | 44                       | 29,68      | 1                | 66010      | 66360        |
| Bolquère                                  | 805                      | 17,61      | 46               | 66020      | 66210        |
| Caudiès-de-Conflent                       | 21                       | 6,50       | 3                | 66047      | 66220        |
| Eyne                                      | 149                      | 20,36      | 7                | 66075      | 66800        |
| Font-Romeu-Odeillo-Via                    | 1.770                    | 29,60      | 60               | 66124      | 66120        |
| Fontrabiouse                              | 137                      | 15,57      | 9                | 66081      | 66210        |
| Formiguères                               | 491                      | 46,88      | 10               | 66082      | 66210        |
| La Cabanasse                              | 700                      | 3,26       | 215              | 66027      | 66210        |
| La Llagonne                               | 216                      | 23,09      | 9                | 66098      | 66210        |
| Les Angles                                | 584                      | 43,20      | 14               | 66004      | 66210        |
| Matemale                                  | 279                      | 18,88      | 15               | 66105      | 66210        |
| Mont-Louis                                | 150                      | 0,39       | 385              | 66117      | 66210        |
| Planès                                    | 56                       | 14,24      | 4                | 66142      | 66210        |
| Puyvalador                                | 57                       | 19,46      | 3                | 66154      | 66210        |
| Railleu                                   | 23                       | 9,97       | 2                | 66157      | 66360        |
| Réal                                      | 75                       | 10,45      | 7                | 66159      | 66210        |
| Saint-Pierre-dels-Forcats                 | 261                      | 12,81      | 20               | 66188      | 66210        |
| Sansa                                     | 31                       | 22,27      | 1                | 66191      | 66360        |
| Sauto                                     | 102                      | 8,43       | 12               | 66192      | 66210        |
| Communauté de communes Pyrénées Catalanes | 5.951                    | 352,65     | 17               | –          | –            |